# Рокка, Франческо (политик)
Франческо Рокка (итал. Francesco Rocca; род. 1 сентября 1965, Рим) — итальянский юрист и политик. Губернатор региона Лацио (с 2023).

## Биография
Родился 1 сентября 1965 года в Риме. Детство провёл в пригороде Остия.
В юности состоял в Молодёжном фронте — молодёжной организации Итальянского социального движения. В 19-летнем возрасте был осуждён за причастность к торговле наркотиками на один год домашнего ареста.
Получил высшее юридическое образование в Университете Сапиенца в Риме. 
Окончил Высшую школу государственного управления (Италия) по специальности «Управление здравоохранением».
С 1990 по 2003 год занимался адвокатской практикой. 
В 1990-е годы боролся с организованной преступностью в Италии. В течение пяти лет находился под защитой полиции вследствие своего участия в процессах против мафии.
С 1996 по 2003 год являлся президентом IPAB «Убежище Отечества».

## В отрасли здравоохранения
В начале 2000-х годов перешёл в сектор здравоохранения.
С 2002 по 2007 год являлся сначала комиссаром, затем генеральным директором больницы Святого Андрея.
Присоединился к Итальянскому обществу Красного креста в 2008 году как глава чрезвычайных операций. С 2009 по 2013 год являлся чрезвычайным комиссаром Итальянского общества Красного креста.
С 2013 по 2022 год возглавлял итальянский Красный Крест.
С 2009 по 2013 год являлся представителем Итальянского общества Красного креста в Международной федерации обществ Красного Креста и Красного Полумесяца.
С 2013 по 2017 год являлся вице-президентом Международной федерации обществ Красного Креста и Красного Полумесяца по региону Европы.
6 ноября 2017 года избран президентом Международной федерации обществ Красного Креста и Красного Полумесяца.

## Политическая карьера
12—13 февраля 2023 года в Лацио состоялись региональные выборы, победу на которых одержал правоцентристский блок во главе с Франческо Рокка, получивший 53,9 % голосов. Основу коалиции составили Братья Италии (33,6 %), Лига (8,5 %) и Вперёд, Италия (8,4 %). Левоцентристы Алессио Д’Амато, сгруппированные вокруг Демократической партии, заручились поддержкой 33,5 % избирателей.
К 16 февраля 2023 года депутатские места были в целом распределены (31 из 51 кресла в региональном совете получили правоцентристы), но официальные итоги выборов не оглашались, поскольку протоколы семи участковых комиссий из 5306 ещё проходили проверку в центральной избирательной комиссии.
2 марта 2023 года апелляционный суд Рима официально провозгласил Франческо Рокка новым главой региона Лацио.